# おトラさんの公休日
『おトラさんの公休日』（おトラさんのこうきゅうび）は、1958年9月2日に東宝系で公開された日本映画である。モノクロ。東宝スコープ。東京映画作品。

## 概要
『おトラさん』シリーズ第5作。本作は、おトラが皆に勧められて休暇を取るものの、またも一騒動を起こすという内容である。
助演は前作に引き続き、脱線トリオが前と同じ役柄で登場した。さらに関西夫婦漫才のミヤコ蝶々・南都雄二が出演している。また、劇中のテレビ番組『ノーシン劇場』では、おトラ役の柳家金語楼が自身の役で出演し、2作振りの二役出演となった。
なお、上映時間は「61分」と、シリーズでは初めて1時間を突破した。

## ストーリー
最近おトラは気分が悪い。働き過ぎの様だ。牛三・馬子夫婦や女中達や御用聞き達は休む様進言するが、おトラは頑として休もうとしない。そこで一計を案じ、トリ江が催眠術師に扮し、おトラに催眠術もどきをかけ、「この術が終わったら、休む様に」と唱える。作戦は図に当たり、おトラは休む事となった。早速女中達と共に東京観光旅行に出かけ、テレビ番組『ノーシン劇場』などを見物する。だが帰る時、おトラは皆と逸れ、別なバスに乗った。そして行った先は「光明学園」という孤児院だった。手伝いをするおトラ。そこへ「彦一」という、孤児院出身の少年が帰って来た。聞けば彦一は、日野江家の近所の自転車屋に勤めていたが、最近不景気で、その自転車屋を辞めさせられる予定だった。そこでおトラは自転車屋に掛け合い、援助を申し出た。
やがて日野江家・女中達・御用聞き達でサイクリングをする事になり、おトラは自転車屋から自転車を借りて、特訓を始めるがてんで駄目。仕方無く留守番をする事となった。そんな日野江家には図々しい夫婦客が訪れたり、押売りがやって来たりする。こんな中、おトラはやってきた彦一に勧められて、改めて自転車に乗った。ところが自転車は猛スピードで走り出し、光が丘の町内を大暴走。ついにおトラを乗せた自転車は、トリ江達の居る湖畔にまで突進し、やっとそこでストップ。皆はおトラが自転車を乗りこなしたと思い、彼女を胴上げすることとなった。

## スタッフ
- 製作：富岡敦雄
- 原案：西川辰美
- 原作：有崎勉（柳家金語楼）
- 脚本：新井一
- 監督：小田基義
- 撮影：伊東英男
- 音楽：神津善行
- 美術：島康平
- 照明：森康
- 録音：西尾昇

## 出演者
- おトラさん／柳家金語楼（テレビ番組の出演者）：柳家金語楼
- 日野江牛三：有島一郎
- 日野江馬子：水の也清美
- 日野江トリ江：川田孝子
- 日野江タツオ：日吉としやす
- お八重：若水ヤエ子
- お豆：小桜京子
- 長さん：柳沢真一
- 平さん：平凡太郎
- 八郎（潮来の高校生）：八波むと志（脱線トリオ）
- 徹三（同上）：由利徹（同上）
- 利雄（同上）：南利明（同上）
- 小西得郎：小西得郎
- 一雄：南都雄二
- 蝶子：ミヤコ蝶々
- 彦一：山本一己
- 保母：氏家真紀
- プロデューサー：藤村有弘
- 押売り：丘竉児

## 同時上映
『鰯雲』
- 原作：和田傳／脚本：橋本忍／監督：成瀬巳喜男／主演：淡島千景

## 参考資料
- キネマ旬報